# La Philosophie de la liberté
Pour les articles homonymes, voir Philosophie de la liberté.
La Philosophie de la liberté (Die Philosophie der Freiheit) est un livre écrit par Rudolf Steiner et paru en 1893-1894. Sous-titré  « Résultats de l'expérience intérieure conduite selon les méthodes des sciences de la nature », il fait suite à son livre Vérité et science qu'il reprend et enrichit. Dans ce livre, Rudolf Steiner cherche à allier rationalisme et empirisme et « entreprend de justifier, par la théorie de la connaissance, l’expérience mystique solitaire. »

## Contenu
Le titre « La philosophie de la Liberté » a pour sous-titre « Traits fondamentaux d'une vision moderne du monde - Résultats de l'observation de l'âme selon la méthode scientifique ».
Dans la première partie de cet ouvrage, Rudolf Steiner s'interroge sur le processus de connaissance (ou théorie de la connaissance) et sur la possibilité de connaître quelque chose de manière certaine. Dans la deuxième partie, il explique comment l'homme, qui se serait hissé jusqu'au penser pur ou « intuition conceptuelle » aurait la possibilité d'accomplir des « actes libres »[évasif].
L'ouvrage n'aborde pas encore l'anthroposophie de Rudolf Steiner, qui sera développée beaucoup plus tard, mais lui sert de fondement éthique et philosophique. Il développe la nécessité de fonder une nouvelle morale de la liberté, par opposition à la morale de l'autorité, qu'elle soit traditionnelle ou scientifique. Le livre fait suite à Vérité et Science (1892), la thèse de doctorat de Steiner, dans lequel il exprime la réalité comme une unité divisée par l'expérience humaine et devant être réunie à nouveau, en adjoignant le concept au percept. La réalité n'est complète que par la réunion du percept et du concept dans l'activité du penser. Le penseur peut ainsi percevoir non seulement une réalité sensible mais également une idée, et la Philosophie de la liberté propose d'examiner de cette manière l'idée de liberté, par la «pensée pure », libérée des sens et du cerveau, pour permettre à l'âme humaine de faire l'expérience vivante de la liberté comme point de départ dans la quête des sources morales de son essence humaine.
Jusqu'à la fin de sa vie, Rudolf Steiner a attaché beaucoup d'importance à cet ouvrage. Au cours de la deuxième décennie du XXe siècle, il aurait même déclaré au seul étudiant qu'il conseilla en vue du doctorat d'État, Walter-Johannes Stein, qui lui demandait ce qui subsisterait de son œuvre dans quelques siècles : « Rien !… sauf La philosophie de la liberté, mais à partir d'elle le reste peut être retrouvé. »
D'après Loïc Chalmel de l'université de Haute-Alsace : « La connaissance de l’œuvre littéraire de Rudolf Steiner (1861-1925) se heurte à de nombreux obstacles. Elle est marquée en premier lieu par une hétérogénéité apparente, qui empêche de la saisir dans son intégralité. Les idées réformatrices qu’elle développe touchent des champs très variés, sans liens apparents : éducation, médecine, agriculture, spiritualité, arts, système bancaire, etc. Elle est ensuite rédigée dans une forme rhétorique souvent atypique pour un lecteur non initié, ce qui ne manque pas d’être interprété comme une tentative de contournement des règles de l’analyse scientifique ou philosophique formelle. Pourtant, dans son texte fondateur, la Philosophie de la liberté, Steiner se conforme strictement aux formes canoniques du discours philosophique. »

## Éditions
Du vivant de Rudolf Steiner
- Première édition originale 1894 : "Die Philosophie der Freiheit, Grundzüge einer Modernern Weltanschauung von Rudolf Steiner : Beobachtung- Resultate nach natur-wissenschaftlicher Methode; Berlin. Verlag von Emil Felber. 1894 : Réédition « Philosophisch-Anthroposophisher Verlag am Goetheanum (1983) »
- Deuxième édition 1918 : modifications et appendices. Dans cette seconde édition Steiner a mis son ouvrage en harmonie avec le chemin cognitif qu'il dit suivre dans l'anthroposophie[3]
- Troisième et dernière édition 1921 : identique à celle de 1918.

En français
- Éditions anthroposophiques romandes et Fishbascher, traduction de Georges Ducommun.
- Éditions Novalis, traduction de Geneviève Bideau, Édition dite du Centenaire, Montesson, 1993,  (ISBN 2-91011204-7)
- Éditions Branche Paul de Tarse, traduction de Frédéric C. Kozlik.(1986) édition comparée de(1894/1918) et introduction.
- Éditions PUF/Éditions Alice Sauerwein, traduction de Germaine Claretie (1923)

## Tables des matières
(Pour la traduction de Frédéric C. Kozlik)
La Philosophie de la liberté
Préface pour la nouvelle édition (1918)
Science de la liberté
- (I)   Les buts de tout Savoir (Die Ziele alles Wissens). Dans la première édition de 1894 se trouvait ce chapitre que l'on ne retrouve plus dans les éditions suivantes.
- I    L'agissement humain conscient
- II   L'impulsion fondamentale vers la science
- III  Le penser au service de l'appréhension du monde
- IV   Le monde en tant que percept
- V    L'activité cognitive appliqué à l'Univers
- VI   L'individualité humaine
- VII  Existe-t-il des limites à l'activité cognitive ?

La Réalité de la liberté
- VIII Les facteurs de la vie
- IX   L'idée de la liberté
- X    Philosophie libertaire et Monisme
- XI   Finalité d'Univers et finalité de vie
- XII  Fantaisie morale
- XIII La valeur de la vie
- XIV  Individualité et espèce

Les Dernières Questions
- Les conséquences du monisme
- Première appendice
- Deuxième appendice